# Harald de Vlaming
Harald Frederik de Vlaming (Baarn, 28 juni 1954 – Obergurgl (gemeente Sölden), 23 januari 2023) was een Nederlands zeiler.

## Loopbaan
De Vlaming vertegenwoordigde Nederland op de Olympische Zomerspelen 1976 in Montreal. Met helmsman Geert Bakker en bemanningslid Pieter Keyzer won hij de vijfde plaats in de Soling. De Vlaming specialiseerde zich als bemanningslid in de Drakenklasse. Daarbij zeilde hij met Ab Ekels en aan het helmhout Pieter Keyzer. In 1979 won hij een zilveren medaille op het Europees kampioenschap op het onderdeel Soling.
Na een loopbaan in de bankwereld werkte De Vlaming als commercial consultant. In 2023 overleed hij plotseling tijdens een wintersportvakantie in Oostenrijk.